# 澳洲國家化學測試
澳洲國家化學測試（英語：Australian National Chemistry Quiz，縮寫為ANCQ），在中國大陸稱為澳大利亞國家化學競賽，簡稱澳洲化學測試或澳洲化学竞赛，是一項由澳洲皇家化學學院舉辦的國際性中學化學比賽。

## 起源和目標
澳洲國家化學測試在1982年由澳洲皇家化學學院首次在澳洲舉辦，其後在1985年開始逐漸擴展至其他地區。作為一項化學教育活動，賽事旨在向中學生推廣化學，讓學生了解到化學對社會的重要性，並吸引學生進一步鑽研。

## 賽事形式

### 規模
澳洲國家化學測試是大型國際性比賽，在2016年有分別來自1,600所學校、15個國家或地區的超過十二萬名學生參與。比賽在學生所屬學校內進行，由校內教師監考。由於為國際性比賽，賽題會翻譯為不同語言，例如中文、越南語、印度尼西亞語、泰米爾語、僧伽羅語、泰語等。截至2017年，以下國家或地區均有學生參賽：
- 亞洲：巴林、汶萊、中國大陸、香港、印度、印尼、科威特、馬來西亞、阿曼、菲律賓、卡達、新加坡、斯里蘭卡、泰國、阿聯酋、越南
- 大洋洲：澳洲、斐濟、新西蘭、巴布亞新幾內亞、薩摩亞
- 歐洲：奧地利、德國、瑞士、英國
- 美洲：加拿大

### 賽題
澳洲國家化學測試的賽卷分為四個級別，分別為七至八年級、九至十年級、十一年級、十二年級（即澳洲教育的中學年級制度），前兩者為初級，後兩者為高級。每個級別的賽卷設30道選擇題，時限為一小時。
賽題範圍主要圍繞「科學為民」（Science for Everyone），同時設有普及性題目和挑戰性題目。這些題目涵蓋化學的基礎知識以至現代應用，很多賽題旨在把化學的學術知識連接到學科在日常、環境和工業的實際應用和重要性上，出題時盡可能不按照特定的课程大纲。學生需要用高階思維的資訊詮釋、思考、分析、整合技巧來完成賽題，但亦有些題目是填字遊戲。

### 獎項
賽事結束後，參賽學生和負責老師可以取得主辦方的分析報告，報告列有學生回答賽題時顯示的強弱處，而學生報告附有該生在校內和地區內的比賽成績排名。每名參賽學生可按照其成績，獲取以下證書：
- 參加證書（Certificate of Participation）：全體參賽學生
- 優異證書（Certificate of Merit）：成績為所屬地區最佳40%內的參賽學生，細分為四個等級
  - （在中國大陸稱為特等獎）：成績為世界最佳800名內的參賽學生
  - （在稱為）：成績為所屬地區最佳10%內的參賽學生
  - （在稱為）：成績為所屬地區最佳10%至25%內的參賽學生
  - （在稱為）：成績為所屬地區最佳25%至40%內的參賽學生
- 獎牌：賽卷滿分的參賽學生

## 推廣活動
每年的澳洲國家化學測試均設有口號，並會發行印上口號的貼紙和書簽，以作宣傳之用，例如：
- 「化學家有辦法」（Chemists have solutions）
- 「問世間何物非化學？」（What in the World Isn't Chemistry?）
- 「化學家是高活性科學家」（Chemists are Reactive Scientists）
- 「這是化學的世界」（It s a Chemical World）
- 「透過化學發現世界」（Discover the World Through Chemistry）

在澳洲，化學家會親自來到得獎學生的學校演講，並親手為學生頒發獎項，以作進一步推廣，而十年級和十一年級的得獎學生會被選拔到國際化學奧林匹克競賽代表澳洲出賽。2011年，國際純化學和應用化學聯合會把澳洲國家化學測試認可為國際化學年的國際統一活動。

## 相關研究
1994年，四名學者研究了澳洲國家化學測試中男女學生成績的差異（以1991年的其中43,000名參賽學生為樣本），發現男生在大部分賽題的正確率均優於女生，其中差異最極端的一道賽題分別有67%男生和48%女生答對；不過，學者認為這個現象主要能以男女數理成績差異的一般原因來解釋，與賽事本身的關係則較小。

## 外部連結
- 官方網站 Archive.today的存檔，存档日期2014-01-22
- 澳洲皇家化學學院介紹頁面